# Pterolophia mediophthalma
Pterolophia mediophthalma är en skalbaggsart som beskrevs av Stefan von Breuning 1973. Pterolophia mediophthalma ingår i släktet Pterolophia och familjen långhorningar.
Artens utbredningsområde är Moçambique. Inga underarter finns listade i Catalogue of Life.